# Guachimontones
Guachimontones (Los Guachimontones ou Huachimontones) est le nom d'un centre cérémoniel et d'une ancienne zone de peuplement préhispanique, situés dans la commune de Teuchitlán, dans l’État de Jalisco, au Mexique à l'ouest de Guadalajara. Il a ainsi reçu le nom du lieu où on a découvert le premier site de ce type, bien qu'on ait postérieurement découvert d'autres structures similaires dans la région. Il constitue le site majeur de ce que l’on appelle la culture de Teuchitlan, une société complexe qui a existé dès 300 apr. J.-C. et peut-être jusqu'à 900 apr. J.-C.
Ce centre cérémoniel inclut plusieurs constructions au style architectonique particulier. On compte au moins trois structures coniques à gradins (ou pyramides circulaire à gradin) entourées de podiums rectangulaires, d'un jeu de balle, d'un amphithéâtre, de quelques terrasses et d'autres structures en pierres sèches. Des places circulaires entourent chaque pyramide et une série de petits monticules entourent les places. Le sommet des monticules des plates-formes supportait jadis des constructions en bois et  en argile.
Vu du ciel on peut apprécier la forme circulaire quasi parfaite des édifices.

## Histoire

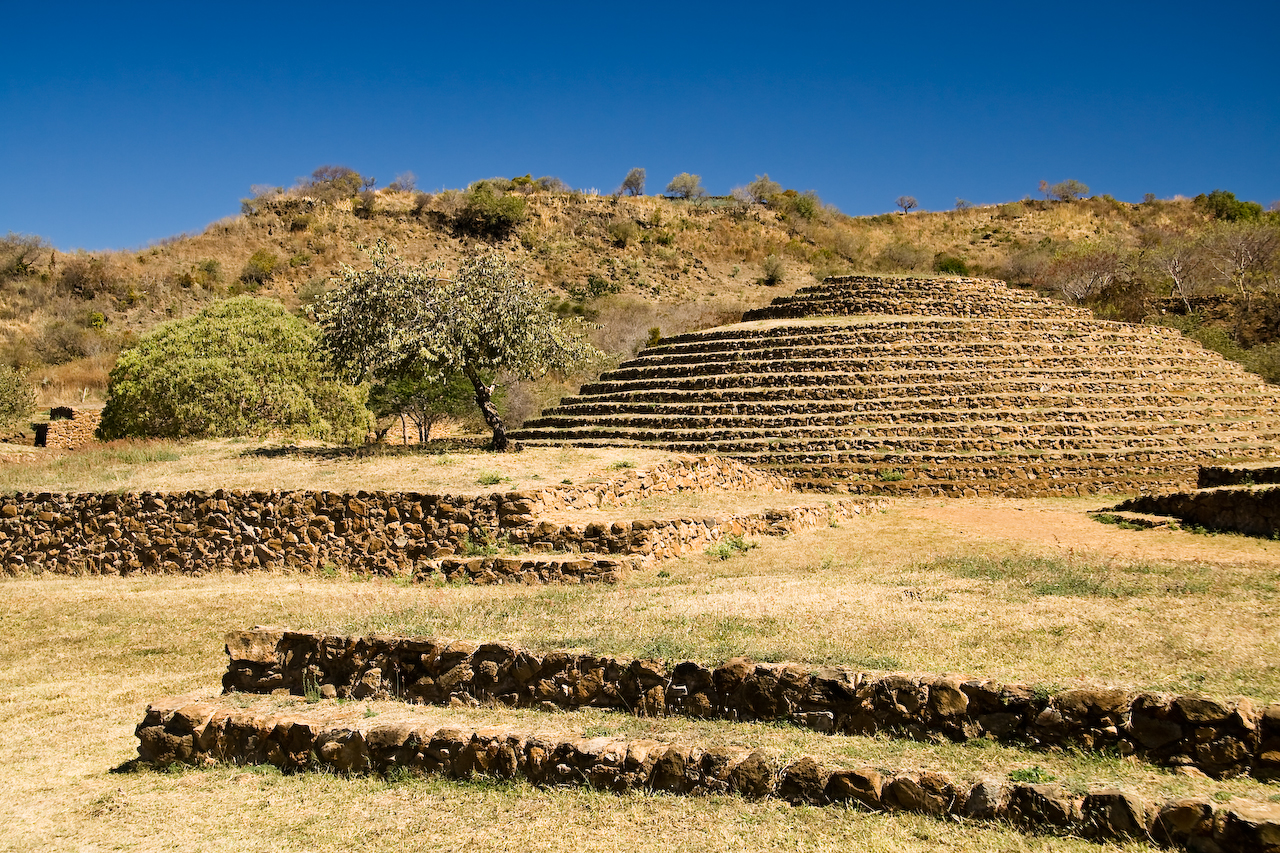
Détails d'une pyramide circulaire et d’autres ruines.

Le village de Teuchitlán a été fondé par des membres des tribus nahuatlacas qui ont colonisé le centre du Mexique. On sait toutefois que les structures voisines du village de Teuchitlán sont antérieures à ce peuplement. La population à l'origine de leur érection a probablement connu son d'apogée entre le IIIe siècle et le Ve siècle apr. J.-C. et a disparu vers le Xe siècle, avant l'arrivée des populations náhuatl.
Le style architectural particulier de ces structures reçoit le nom de Guachimontón. On pense que de telles structures, dans le cas particulier de l'organisation du site de Teuchitlán, étaient utilisées dans le cadre de cérémonies en l'honneur du dieu du vent Éhécatl. Elles incluaient un  jeu de balle et un prêtre montait sur une colonne pour rendre les honneurs à la divinité. Cette colonne était placée dans la partie centrale d’une des constructions. On distingue d'ailleurs un important orifice (trou de poteau) au centre de la pyramide principale. On peut imaginer que les podiums servaient à accueillir le public, très probablement pour les cérémonies de Volador.  Les pyramides ont sans doute  également abrité des temples.

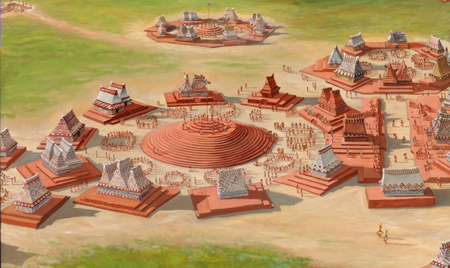
Illustration du Cercle 2 et le Ballcourt à Guachimontones.

La culture des Guachimontones est propre au territoire de Teuchitlán dans l'État de Jalisco. L'organisation culturelle et sociale de cette population est proche de celle des cultures voisines de l'occident mésoaméricain. Les Teuchitláns (habitants des Guachimontones) se  caractérisent par l'utilisation de l'obsidienne pour la fabrication d'outils et de sculptures. Il faut aussi signaler entre autres l'utilisation d'autres matières premières importantes comme le cuivre, l'or, l'argent, la malachite et la production de peintures pseudo-cloisonées. Ils vivaient de l'agriculture et leur système d'irrigation leur a survécu.

## Fouilles archéologiques
Ce site a été découvert en 1970, mais l'exploration archéologique formelle et la reconstruction n'ont commencé qu'en 1999. La fouille du site a été dirigée par des archéologues du Colegio de Michoacán sous la direction de l'archéologue américain Phil Weigand et de son  épouse Celia Garcia de Weigand.
L'enceinte du site et la plus grande des structures conique a subi des déprédations tout au long des années. Les pierres des structures ont été utilisées pour paver des chemins, des rues et construire des maisons dans le village. Avant restauration, les structures étaient en grande partie recouvertes. Hors du centre cérémoniel, la plupart d'entre elles sont dans un état de conservation précaire, toujours menacé pas les cultures, bien que le site soit protégé. En effet, le 12 juillet 2006, la zone de Teuchitlán, 34 658 hectares entre le pied du volcan Tequila, la vallée du Rio Grande et le site des Guachimontones, y compris les distilleries de tequila, sont entrés dans la liste du patrimoine mondial de l'UNESCO. En raison de pillages importants, le site a été également inscrit sur la liste 2008 du fonds mondial pour les monuments parmi les cent sites les plus menacés.